# Sceloenopla javeti
Sceloenopla javeti là một loài bọ cánh cứng trong họ Chrysomelidae. Loài này được Baly miêu tả khoa học năm 1858.